# Kenneth Robinson (Politiker)
Sir Kenneth Robinson, PC (* 11. März 1911 in Warrington, Cheshire; † 19. Februar 1996 in London) war ein britischer Politiker der Labour Party, der zwischen 1949 und 1970 Mitglied des Unterhauses (House of Commons) sowie mehrmals Minister war.

## Leben
Kenneth Robinson, Sohn des Arztes Clarence Robinson und der Krankenschwester Ethel Marion Linell, besuchte zunächst die Malsis School sowie danach die 1556 gegründete renommierte Oundle School, die er nach dem Tode seines Vaters 1926 aus finanziellen Gründen verlassen musste. Er arbeitete danach als Büroangestellter bei Lloyd’s of London und diente während des Zweiten Weltkrieges in der Royal Navy. Er war als Offizier an Bord des Schlachtschiffs King George V und wurde zuletzt zum Lieutenant Commander befördert. Nach Kriegsende kehrte er als Vorstandsassistent zu Lloyd’s of London zurück.
Zugleich begann Robinson seine politische Laufbahn für die Labour Party in der Kommunalpolitik und wurde bei einer durch den Tod des bisherigen Abgeordneten George House am 8. Februar 1949 notwendig gewordenen Nachwahl (By-election) im Wahlkreis St Pancras North erstmals zum Mitglied des Unterhauses (House of Commons) gewählt, dem er bis zum 8. Juni 1970 angehörte. Zu Beginn seiner Parlamentszugehörigkeit war er zunächst zwischen 1950 und 1951 Assistierender Parlamentarischer Geschäftsführer (Assistant Whip) während der Regierung Attlee sowie anschließend von 1951 bis 1954 Parlamentarischer Geschäftsführer der nunmehr oppositionellen Labour-Fraktion (Opposition Whip).
Nach dem Sieg der Labour Party bei der Unterhauswahl vom 15. Oktober 1964 wurde Robinson am 18. Oktober 1964 Gesundheitsminister (Minister of Health) im Kabinett Wilson I und bekleidete diese Funktion bis zur Einordnung dieses Ministeramtes in das Amt des Ministers für soziale Dienste (Secretary of State for Social Services) Richard Crossman am 1. November 1968. Am 21. Oktober 1964 wurde er zum Mitglied des Geheimen Kronrates (Privy Council) berufen. Daraufhin übernahm er am 1. November 1968 das neu geschaffene Amt als Minister für Planung und Ländereien (Minister for Planning and Land), das er bis zur Auflösung dieses Amtes am 6. Oktober 1969 innehatte.
Nach seinem Ausscheiden aus dem Unterhaus übernahm Kenneth Robinson mehrere weitere öffentliche Funktionen und war unter anderem zwischen 1970 und 1974 beim Stahlkonzern British Steel zunächst Direktor für Sozialpolitik sowie anschließend zwischen 1972 und 1975 Geschäftsführender Direktor der Abteilung für Personal und Sozialpolitik. Zugleich war er von 1972 bis 1977 Vorsitzender der English National Opera (ENO). 1975 löste er Richard Way als Vorstandsvorsitzender der London Transport Executive (LTE) ab, der Verwaltungsbehörde für den Öffentlichen Personennahverkehr des Greater London Council (GLC), und bekleidete diese Funktion bis zu seiner Ablösung durch Ralph Bennett 1978. Zugleich wurde er 1977 als Nachfolger von Patrick Gibson, Baron Gibson Vorsitzender des für die Förderung der schönen Künste zuständigen Arts Council of Great Britain und übte diese Funktion bis 1982 aus, woraufhin William Rees-Mogg seine Nachfolge antrat. Darüber hinaus war er zwischen 1978 und 1984 Treuhänder (Trustee) des Imperial War Museum.
Für seine Verdienste wurde Kenneth Robinson am 17. März 1983 zum Knight Bachelor geschlagen und führte seither das Prädikat „Sir“. Aus seiner 1941 geschlossenen Ehe mit Elizabeth Edwards, die 1993 verstarb, ging eine Tochter hervor.